# Leonard Goldenson
Leonard H. Goldenson (7 de dezembro de 1905 - 27 de dezembro de 1999) foi o fundador e presidente da rede de televisão estadunidense ABC. Foi durante sua gestão que o grupo midiático tornou-se uma das maiores emissoras de TV do mundo.